# Río Suck

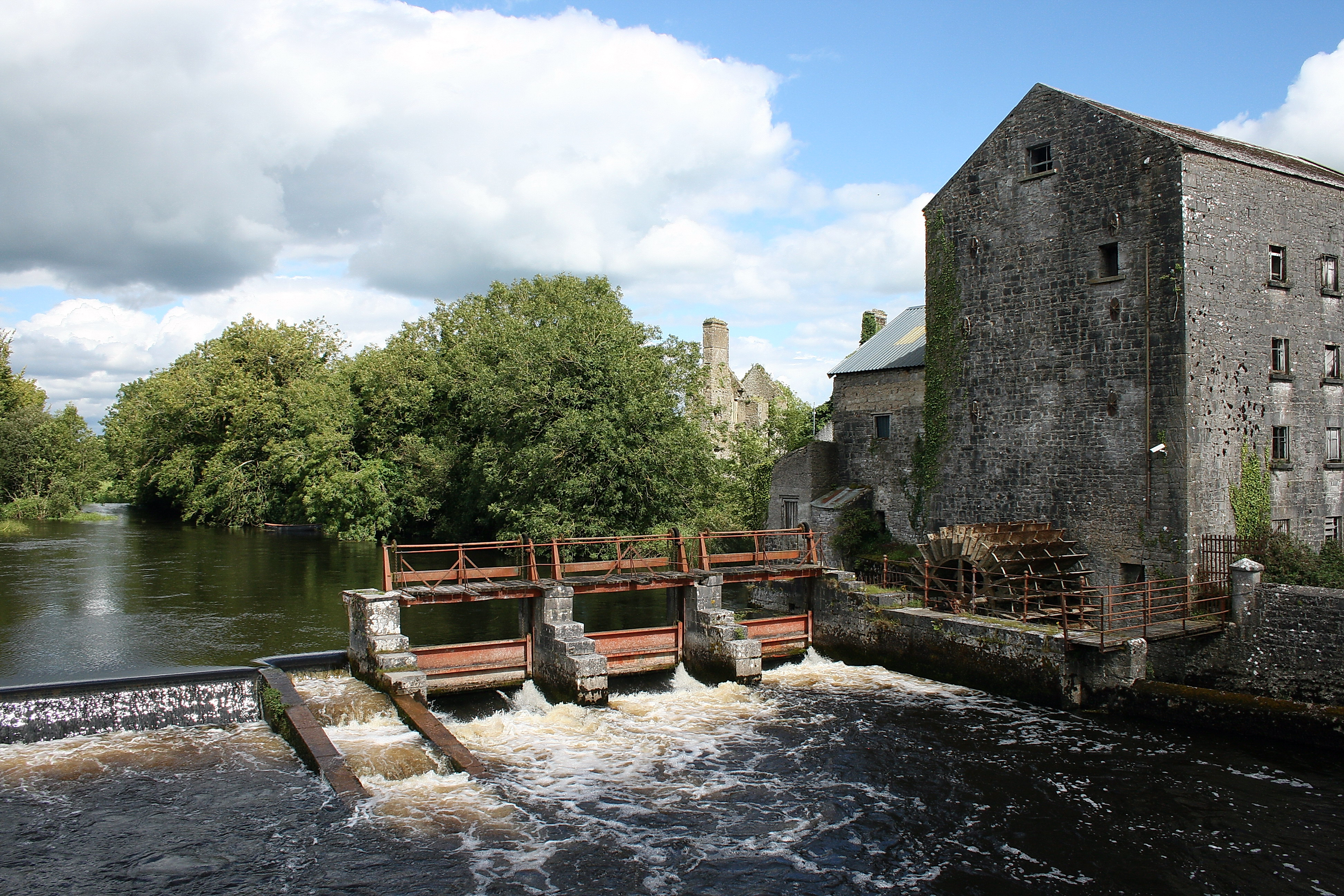
Río Suck en Athleague

El río Suck se encuentra en la cuenca del río Shannon, en Irlanda.
Nace a 16 metros de altitud y tiene una longitud de 133, km y es el principal río tributario del Shannon, en el que desemboca un kilómetro al sur de la localidad de Shannonbridge.